# Kelantan
Kelantan er et sultanat på Malacca-halvøen, der indgår som en delstat i den malaysiske føderation – kendt som Malaysia.